# Tipula sunda
Tipula sunda är en tvåvingeart som beskrevs av Alexander 1915. Tipula sunda ingår i släktet Tipula och familjen storharkrankar. Inga underarter finns listade i Catalogue of Life.